# PKO Towarzystwo Funduszy Inwestycyjnych
PKO Towarzystwo Funduszy Inwestycyjnych SA (skrót: PKO TFI S.A.) - jedna z firm należących do grupy kapitałowej PKO Bank Polski, zajmująca się zarządzaniem funduszami inwestycyjnymi na polskim oraz zagranicznym rynku.

## Historia
W połowie 1997 r. zostało powołane do życia przez PKO Bank Polski i szwajcarską grupę finansową Credit Suisse jednostki funduszu inwestycyjnego PKO TFI pojawiły się w sprzedaży po raz pierwszy 9 października 1997 roku. Obecnie TFI zarządza aktywami blisko 2 milionów klientów i oferuje ponad 60 funduszy, programów inwestycyjnych oraz jest członkiem Izby Zarządzających Funduszami i Aktywami

## Działalność
PKO TFI specjalizuje się w zarządzaniu funduszami inwestycyjnymi oraz pośredniczy w zbywaniu i odkupywaniu jednostek uczestnictwa działając zgodnie z art. 32 ust. 1 pkt 1 ustawy o funduszach inwestycyjnych. Towarzystwo inwestuje w różnorodne papiery wartościowe takie jak obligacje czy bony skarbowe. W swojej ofercie posiada również subfundusze skupione na akcjach m.in. PKO Akcji Małych i Średnich Spółek oraz PKO Akcji Polskich Plus które alokują środki w przedsiębiorstwa i firmy.
Towarzystwo oferuje także produkty emerytalne w tym Indywidualne Konta Emerytalne (IKE) oraz Indywidualne Konta Zabezpieczenia Emerytalnego (IKZE) które umożliwiają oszczędzanie na przyszłość.
PKO TFI działa zgodnie z zasadami Kanonu Dobrych Praktyk Rynku Finansowego, opracowanego przez ponad 30 organizacji branżowych oraz Kodeks Dobrych Praktyk Inwestorów Instytucjonalnych który został przyjęty przez podmioty skupione wokół Izby Zarządzających Funduszami i Aktywami oraz Izby Gospodarczej Towarzystw Emerytalnych.
Działalność towarzystwa nadzorowana jest przez Komisję Nadzoru Finansowego

## Wyniki Finansowe
Na koniec listopada 2024 roku PKO TFI łącznie zarządzało aktywami (rynek kapitałowy i niepubliczny) o wartości 54,7 mld zł. Wartość aktywów zarządzanych wzrosła od początku roku o niemal 14 mld zł. Na koniec listopada udział w rynku funduszy detalicznych wynosił 21,23%. Wynika to z raportu „Aktywa funduszy inwestycyjnych” opublikowanego dnia 12 grudnia 2024 przez IZFiA, przygotowanego we współpracy z Analizy.pl.
W sierpniu 2024 roku wartość aktywów w zarządzaniu przekroczyła 50 mld zł. Od początku roku do funduszy zarządzanych przez PKO TFI wpłynęło netto ponad 7 mld zł. Patrząc na wyniki całego rynku za pierwsze półrocze 2024, napływy do PKO TFI stanowiły 1/3 napływów netto do wszystkich TFI należących do bankowych grup kapitałowych również w ostatnich 10 latach PKO TFI zwiększyło czterokrotnie liczbę klientów (blisko 2 mln), potroiło wartość aktywów netto i zwiększyło udział w rynku funduszy detalicznych z 13,97% do obecnych 20,64%.

## Władze PKO TFI

### Zarząd
- Rafał Madej – Prezes Zarządu[11]
- Rafał Matulewicz – Wiceprezes Zarządu[12]
- Remigiusz Nawrat – Wiceprezes Zarządu[13]

#### Rada nadzorcza
- Paulina Muskała-Ruszczyk - Przewodnicząca Rady Nadzorczej, Przewodnicząca Komitetu Wynagrodzeń[14]
- Andrzej Zajko - Wiceprzewodniczący Rady Nadzorczej, Członek Komitetu Wynagrodzeń[15]
- Mariusz Adamiak - Członek Rady Nadzorczej, Członek Komitetu Wynagrodzeń, Członek Komitetu Audytu[16]
- Tomasz Frąckowiak - Członek Rady Nadzorczej[17]
- Bogdan Włodarczyk - Członek Rady Nadzorczej, Członek Komitetu Audytu[18]
- Wojciech Adamczyk - Członek Rady Nadzorczej[19]

## Nagrody
- „Laur Konsumenta 2021” dla PPK z oferty PKO TFI[20]
- „Byk i Niedźwiedź” dla PPK z oferty PKO TFI - 2020[21]
- „Złoty Portfel” dla Zarządzającego subfunduszem PKO Akcji Rynku Złota - 2020[21]